# Efecto Droste

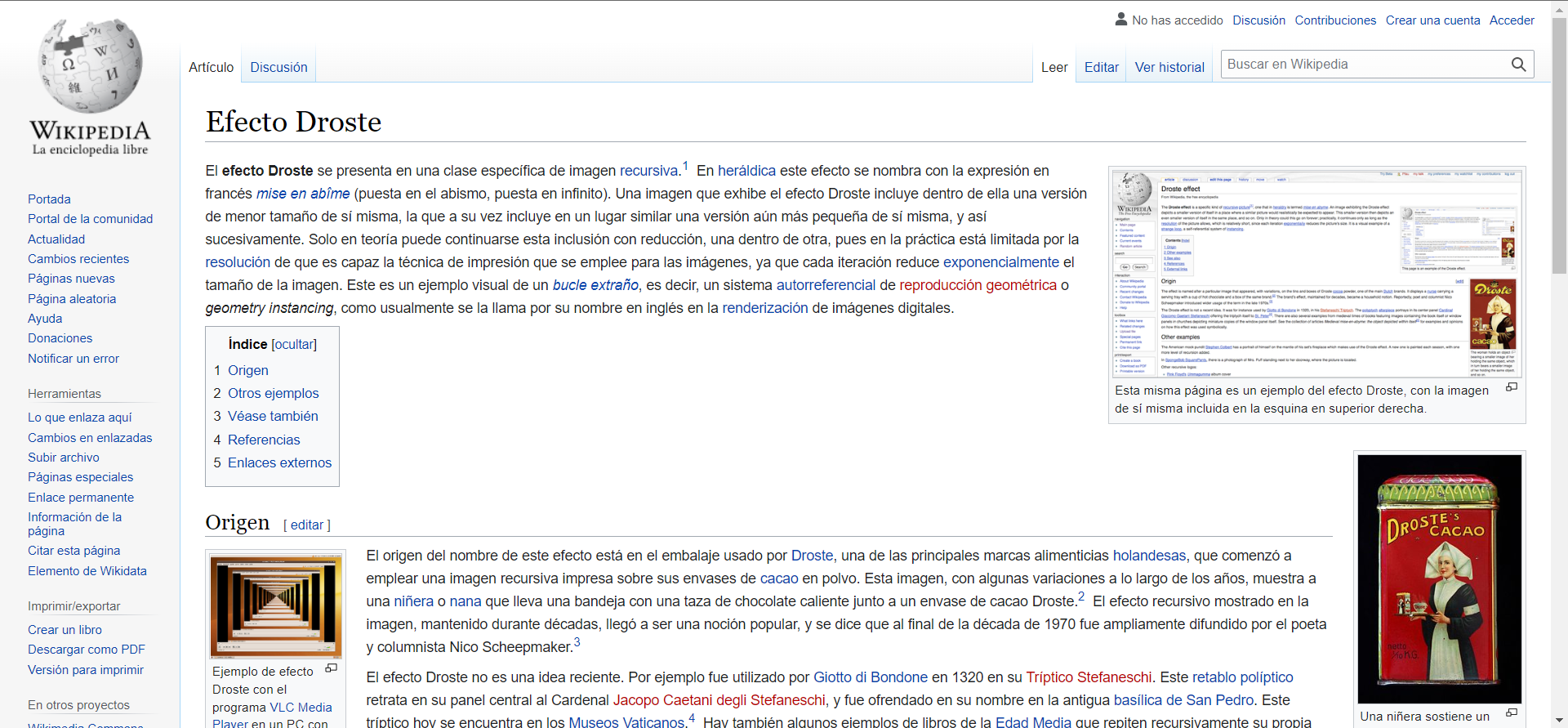
Esta misma página es un ejemplo del efecto Droste, con la imagen de sí misma, y dentro de esta, la misma imagen, incluida en la esquina superior derecha.

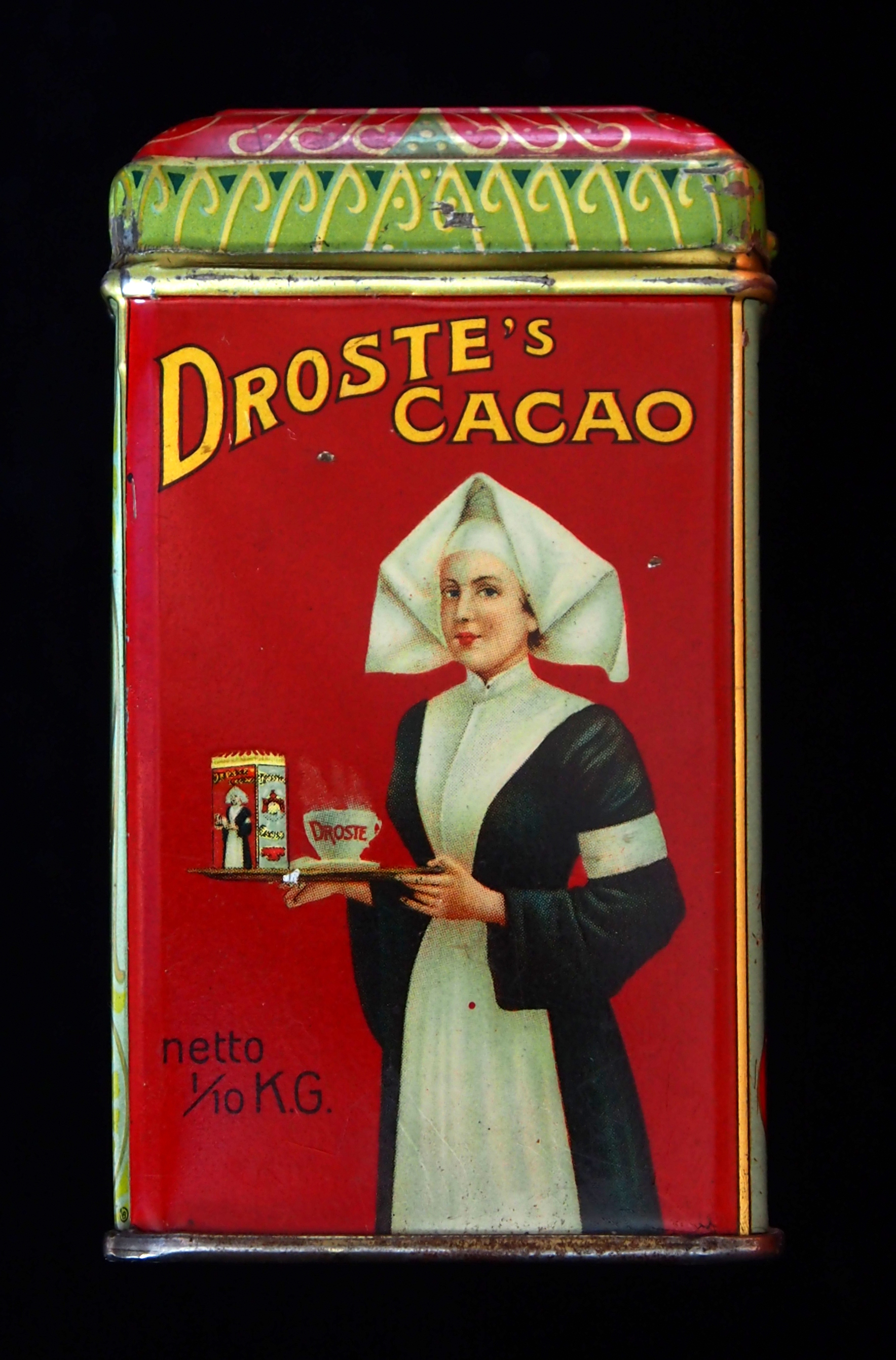
Una niñera sostiene un envase de cacao marca Droste. Sobre ese envase está impresa en pequeño una imagen de la misma mujer que sostiene un envase de cacao sobre el que, a su vez, está impresa aun en menor tamaño su imagen sosteniendo el mismo envase de cacao, y así sucesivamente.

El efecto Droste se presenta en una clase específica de imagen recursiva. En heráldica este efecto se nombra con la expresión en francés mise en abîme (puesta en el abismo, puesta en infinito). Una imagen que exhibe el efecto Droste incluye dentro de ella una versión de menor tamaño de sí misma, la que a su vez incluye en un lugar similar una versión aún más pequeña de sí misma, y así sucesivamente. Solo en teoría puede continuarse esta inclusión con reducción, una dentro de otra, pues en la práctica está limitada por la resolución de que es capaz la técnica de impresión que se emplee para las imágenes, ya que cada iteración reduce exponencialmente el tamaño de la imagen. Este es un ejemplo visual de un bucle extraño, es decir, un sistema autorreferencial de reproducción geométrica o geometry instancing, como usualmente se la llama por su nombre en inglés en la renderización de imágenes digitales.

## Origen

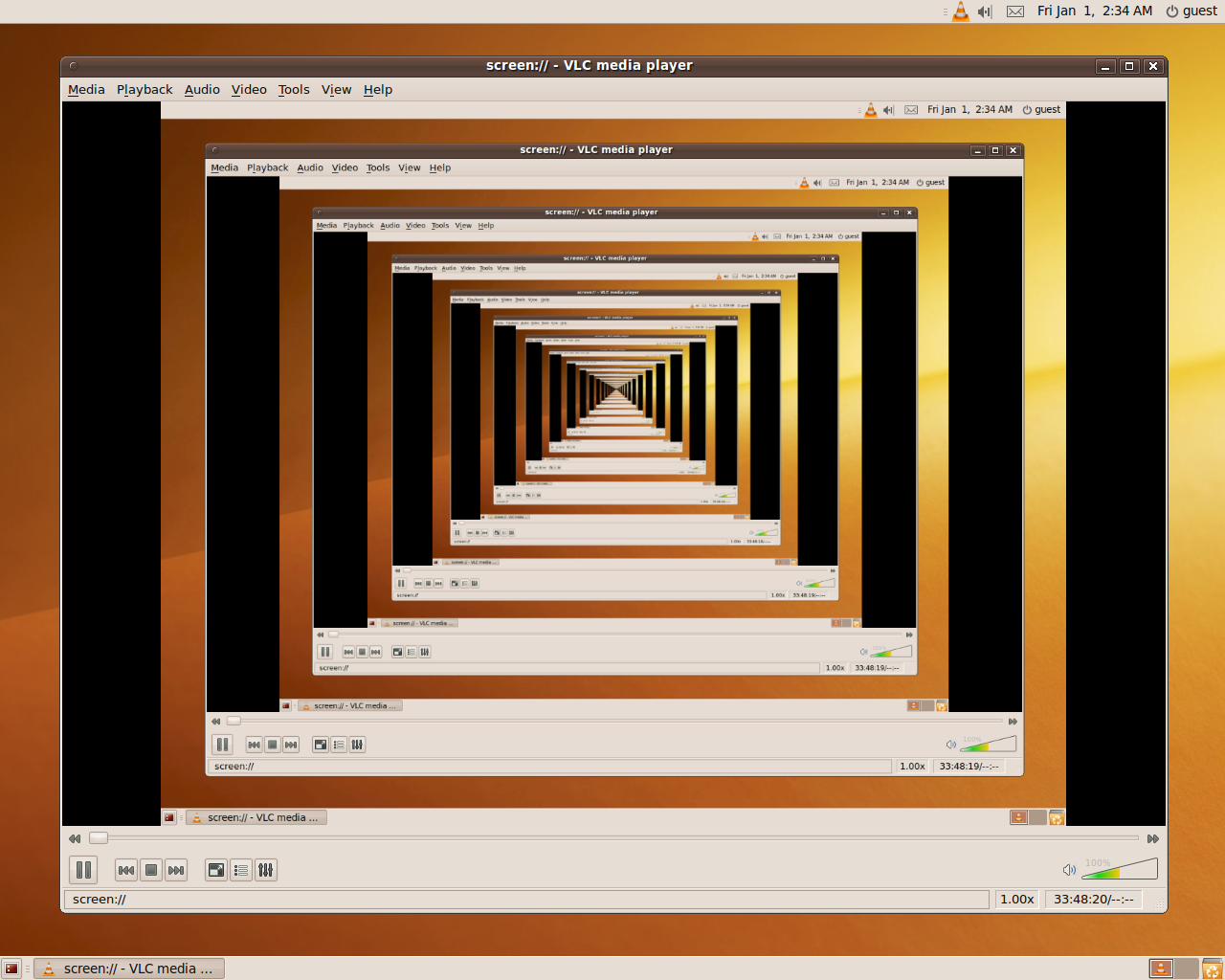
Ejemplo de efecto Droste con el programa VLC Media Player en un PC con Ubuntu.

El origen del nombre de este efecto está en el embalaje usado por Droste, una de las principales marcas alimenticias holandesas, que comenzó a emplear una imagen recursiva impresa sobre sus envases de cacao en polvo. Esta imagen, con algunas variaciones a lo largo de los años, muestra a una niñera o nana que lleva una bandeja con una taza de chocolate caliente junto a un envase de cacao Droste. El efecto recursivo mostrado en la imagen, mantenido durante décadas, llegó a ser una noción popular, y se dice que al final de la década de 1970 fue ampliamente difundido por el poeta y columnista Nico Scheepmaker.

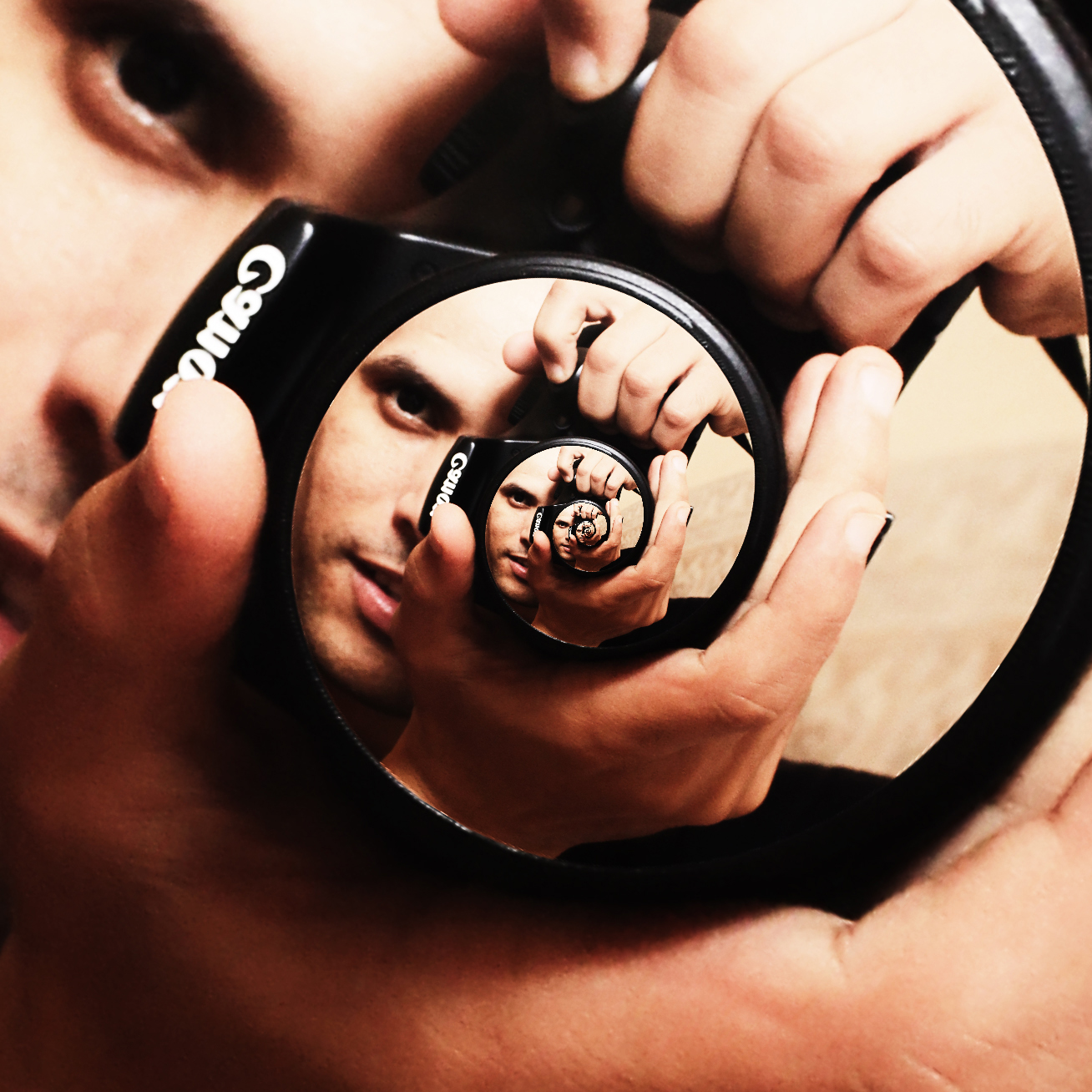
Efecto Droste

El efecto Droste no es una idea reciente. Por ejemplo fue utilizado por Giotto di Bondone en 1320 en su Tríptico Stefaneschi. Este retablo políptico retrata en su panel central al Cardenal Jacopo Caetani degli Stefaneschi, y fue ofrendado en su nombre en la antigua basílica de San Pedro. Este tríptico hoy se encuentra en los Museos Vaticanos. Hay también algunos ejemplos de libros de la Edad Media que repiten recursivamente su propia imagen, y vitrales en iglesias que muestran copias en miniatura del mismo vitral. Puede verse también la colección de artículos Mise-en-abîme medieval: el objeto representado dentro de sí mismo para ejemplos y opiniones sobre cómo este efecto fue empleado simbólicamente.

## Otros ejemplos
En la portada del álbum Ummagumma de Pink Floyd se ve en una pared una reproducción recursiva de la misma imagen.
El personaje, imitación de un líder de opinión, representado por el cómico estadounidense Stephen Colbert en su supuesto programa de entrevistas a figuras de su país, tiene un retrato de sí mismo que hace uso del efecto Droste. Está ubicado sobre el recubrimiento de la chimenea del hogar. Cada temporada se lo reemplaza por uno nuevo, con el agregado de un nivel adicional de recursividad.
En el episodio de la serie The Flash "The New Renegades" detienen al villano Mirror Master utilizando el efecto Droste para que al teletransportarse vuelva al punto donde inició la teletransportación. 
En la serie animada Bob Esponja hay una fotografía de la señora Puff de pie junto a su puerta, donde se repite esa misma imagen.
El logotipo de La vaca que ríe (La vache qui rit), una marca francesa de lácteos, repite su propia imagen en los aretes que luce la vaca.
En la película Más allá de los dos minutos infinitos (ドロステのはてで僕ら) hay un claro ejemplo usando viajes en el tiempo. 
Algunos logotipos de la marca mexicana Ricolino, perteneciente al Grupo Bimbo, reproducen recursivamente una copia menor dentro de la misma imagen.
La etiqueta del polvo de hornear marca Royal repite recursivamente una representación de la propia lata en el centro de la misma etiqueta.

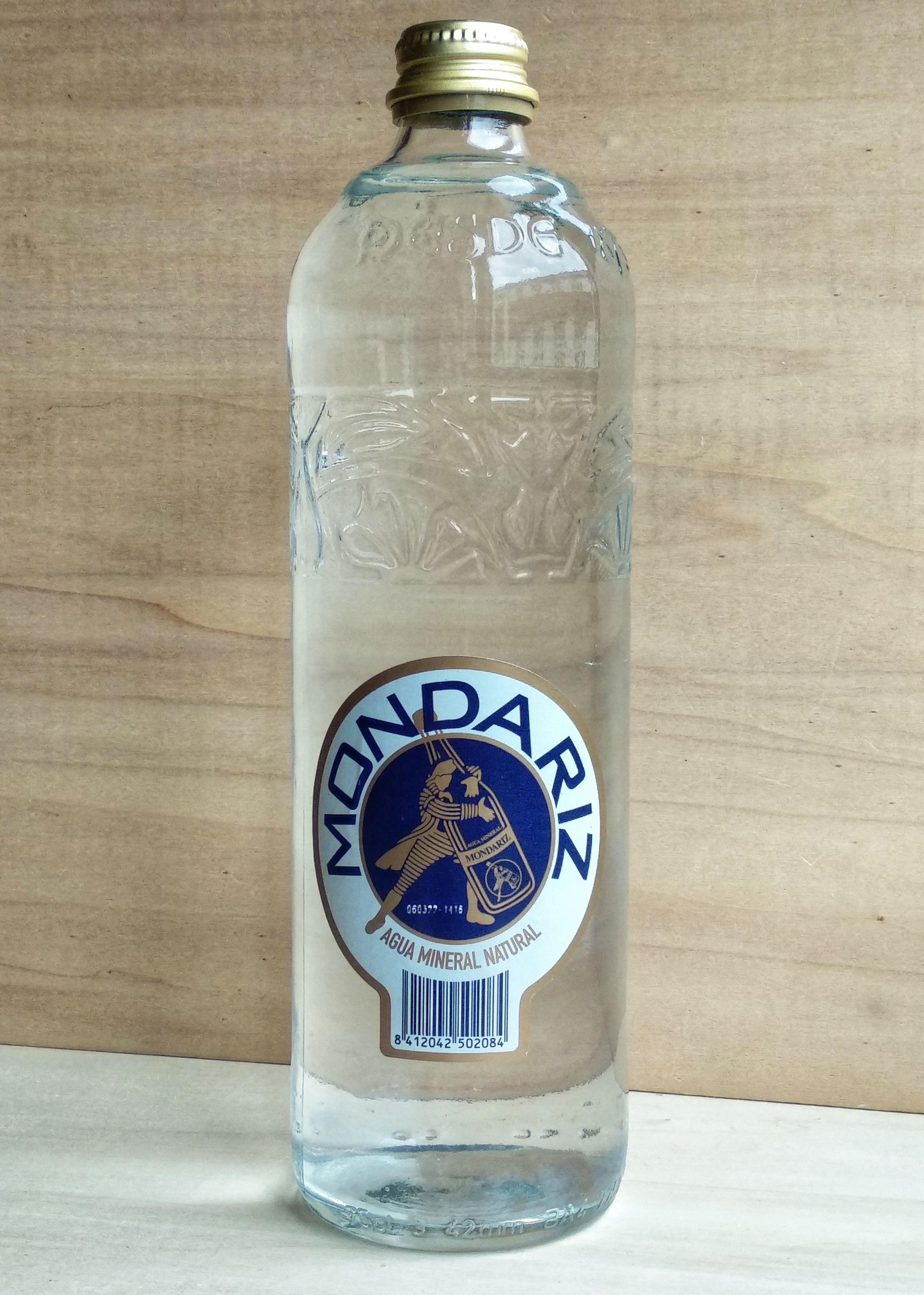
Agua mineral natural de la marca Aguas de Mondariz

Otro ejemplo se encuentra en la imagen del agüista abrazando la botella que conforma desde 1929 el logotipo de la marca Aguas de Mondariz.
En la película ¿Y dónde está el piloto? se puede ver en un contexto de comicidad la fotografía del actor Lloyd Bridges en efecto Droste.